# Condado de Lee (Alabama)
El condado de Lee es un condado de Alabama, Estados Unidos. Llamado en honor del General Robert E. Lee. Tiene una superficie de 1595 km² y una población de 115 092 habitantes (según el censo de 2000). La sede de condado es Opelika.

## Historia
El Condado de Lee se fundó el 5 de diciembre de 1866.

## Geografía
Según la Oficina del Censo de los Estados Unidos el condado tiene un área total de 1595 km², de los cuales 1577 km² son de tierra y 18 km² de agua (1,13 %).

### Principales autopistas
- Interstate 85
- U.S. Highway 29
- U.S. Highway 280
- U.S. Highway 431
- State Route 14
- State Route 51
- State Route 147
- State Route 169
- State Route 267

### Condados adyacentes
- Condado de Chambers (norte)
- Condado de Harris (Georgia) (noreste)
- Condado de Muscogee (Georgia) (este)
- Condado de Russell (sur)
- Condado de Macon (suroeste)
- Condado de Tallapoosa (noroeste)

### Ciudades y pueblos
- Auburn
- Loachapoka
- Notasulga (parte de Notasulga está en el Condado de Macon)
- Opelika
- Phenix City (parte de Phenix City está en el Condado de Russell)
- Smiths Station
- Waverly (parte de Waverly está en el Condado de Chambers)

## Demografía
| Población histórica Año Población ±% 1900 31 826 — 1910 32 867 +3.3 % 1920 32 821 −0.1 % 1930 36 063 +9.9 % 1940 36 455 +1.1 % 1950 45 073 +23.6 % 1960 49 754 +10.4 % 1970 61 268 +23.1 % 1980 76 283 +24.5 % 1990 87 146 +14.2 % 2000 115 092 +32.1 % |           |         |
| Población histórica |           |         |
| Año | Población | ±%      |
| 1900 | 31 826    | —       |
| 1910 | 32 867    | +3.3 %  |
| 1920 | 32 821    | −0.1 %  |
| 1930 | 36 063    | +9.9 %  |
| 1940 | 36 455    | +1.1 %  |
| 1950 | 45 073    | +23.6 % |
| 1960 | 49 754    | +10.4 % |
| 1970 | 61 268    | +23.1 % |
| 1980 | 76 283    | +24.5 % |
| 1990 | 87 146    | +14.2 % |
| 2000 | 115 092   | +32.1 % |